# Darrell Van Citters
 (juillet 2022).
Si vous disposez d'ouvrages ou d'articles de référence ou si vous connaissez des sites web de qualité traitant du thème abordé ici, merci de compléter l'article en donnant les références utiles à sa vérifiabilité et en les liant à la section « Notes et références ».
Darrell Van Citters est un réalisateur, producteur et scénariste américain né le 29 octobre 1956.

## Biographie
Darrell Van Citters a commencé sa carrière dans la formation en animation au prestigieux California Institute of the Arts dans le cadre du programme d'animation de personnages parrainé par Disney . Alors qu'il était encore à Cal Arts , il a passé un été à travailler au studio de Chuck Jones en tant qu'intermédiaire/gofer. L'été suivant, il passe en tant qu'assistant à Filmation Studios .

### Période Disney
Après avoir obtenu son diplôme, il s'est tout de suite lancé dans le monde de l'animation et a débuté au Walt Disney Studio en tant que stagiaire en animation.
Il a gravi les échelons jusqu'à devenir animateur sur Rox et Rouky et, après avoir travaillé sur le scénario de quelques émissions spéciales à la télévision, il a été nommé réalisateur sur Fun with Mr. Future. Durant la production de Rox et Rouky, il a été écarté de la production par Ted Berman à la suite d'un désaccord sur l'impossibilité d'innover et a été réassigné au nettoyage des animations.
Van Citters a continué en tant que réalisateur et a fait une grande partie du travail de développement original sur Qui veut la peau de Roger Rabbit, y compris son choix personnel pour la voix de Roger (un membre alors inconnu du groupe de comédie d'improvisation de Los Angeles The Groundlings , Paul Reuben ).
Son dernier projet Disney en tant que réalisateur est Fou de foot en 1987.

### Période Warner Bros.
Van Citters rejoint Warner Bros. Animation en 1987 en tant qu'animateur (son premier travail pour la Warner Bros. est SOS Daffy Duck en 1988 ), avant d'être promu directeur créatif quelques années plus tard. Ses fonctions comprenaient la supervision de presque tous les aspects des personnages classiques de Warner, des nouveaux courts métrages aux publicités en passant par la bande dessinée et l'impression.
Il réalise le premier court métrage de Bugs Bunny depuis 26 ans et, après avoir recruté une équipe d'animation complète, Box Office Bunny a été produit et sorti avec le long métrage de Warner Bros., L'Histoire sans fin 2 : Un nouveau chapitre.

### Période Renegade Animation
En juillet 1992, Van Citters quitte la Warner Bros. pour crée son propre studio Renegade Animation avec Ashley Postelwaite, un ancien de la Warner Bros. Depuis sa constitution en société, la société a produit une multitude de publicités.
En quête de liberté et de contrôle créatifs, Darrell a fait de Renegade l'un des pionniers de l'animation sur Internet et a remporté un Annie Award en 2001 pour la série Web Elmo Aardvark: Outer Space Detective.
Plus tard, Renegade se lance dans la production de séries d'animation, dont Hi Hi Puffy AmiYumi et Les Monsieur Madame, ainsi que le long métrage d'animation sorti directement en DVD, À la recherche du Père Noël.
En 2014, il réalise divers épisodes pour Tom et Jerry Show. En 2021, il réalise des épisodes de Tom et Jerry à New York pour HBO Max .

## Filmographie
Comme réalisateur
- 1982 : Fun with Mr. Future
- 1986 : The Bugs Bunny and Tweety Show (série TV)
- 1990 : Box-Office Bunny
- 1995 : That's Warner Bros.! (série TV)
- 1997 : Pullet Surprise
- 2001 : Captain Sturdy (série TV)

Comme producteur
- 2008-2009 : Les Monsieur Madame
- 2014-2021 : Tom et Jerry Show
- 2021 : Tom et Jerry à New-York

Comme animateur
- 1981 : Rox et Rouky